# Качмарчик Ярослав Теофілович
Ярослав Теофілович Качмарчик (26 липня 1885, Більцарева, Королівство Галичини та Володимирії, Австро-Угорщина — 1944) — польський політичний і громадський діяч, москвофіл, лемко за походженням. У 1918–1920 роках — президент Руської народної республіки лемків, короткочасного квазідержавного утворення.

## Біографія

### Ранні роки
Народився 1885 (за іншою версією — 1884) року в лемківському селі Більцарева. Його батько — Теофіл Качмарчик — був відомим священиком, релігійним і громадським діячем і згодом визнаний преподобним. Він справив великий вплив на молодого Ярослава.
Свої ранні роки Качмарчик присвятив вивченню філософії і юриспруденції, закінчивши юридичний факультет Львівського університету й отримавши кандидатський ступінь.
Під час Першої світової війни Качмарчик служив у лавах Австро-Угорської армії.
Джерела повідомляють, що у серпні 1914 Качмарчик утримувався у в'язниці м. Новий Сонч.

### Лемківська республіка
Незабаром після закінчення війни і розпаду Австро-Угорщини, 5 грудня 1918 року в селі Флоринка Новосондецького повіту відбулася нарада лідерів місцевого москвофільського руху та їхніх прихильників, результатом якого стало прийняття рішення про створення нової держави. Участь у ній брав і Ярослав Качмарчик.
Протягом декількох тижнів Качмарчикові та його прихильникам вдалося підкорити собі ряд населених пунктів Лемківщини. У січні 1919 під контроль руху, очолюваного Качмарчиком, потрапив Грибів. Незабаром після цього рада в Грибові була визнана органом влади в лемківській державі, а Качмарчик — президентом Руської народної республіки лемків. Відмовляючись від об'єднання з ЗУНР, свої зусилля політики спрямували спочатку на приєднання до Росії, а з часом відбулася спроба інтеграції до Підкарпатської Русі, тоді частини Чехословаччини.
Тим часом уряд Польської республіки, який вів війну проти РСФРР і потребував поповнення своєї армії, вирішив мобілізовувати до її лав за рахунок лемків. Це призвело до численних конфліктів. Сотні лемків, мобілізованих у польську армію, дезертували і тікали з Польщі. Грибівська рада відмовила Польщі у наданні матеріальної допомоги полякам з боку лемків і закликала всіх жителів Лемківщини не надавати такої допомоги. Для досягнення компромісу в березні 1919 року Качмарчик узяв участь у польсько-лемківської конференції, на якій зумів добитися відмови польської влади від мобілізації лемків. У червні того ж року командування в Тарнові офіційно звільнило лемків від призову на військову службу.
Однак, восени 1919 року лемків знову почали мобілізувати до польської армії. Відвідавши Варшаву, Качмарчик знову отримав обіцянку від польської влади не призивати лемків, але в підсумку вона не була виконана. На початку 1920 року Качмарчик публічно заявив, що громадяни лемківської республіки мають право на самовизначення у своїх внутрішніх справах і згодом порушив це питання на засіданні у Флоринці 20 березня 1920 року. На тому ж засіданні провід Лемківської Республіки створив Верховний Лемківський Союз Русі у складі 26 осіб, і обрав його уряд — Виконавчий комітет з п'яти осіб під керівництвом президента Ярослава Качмарчика. Проте його зусилля виявилися марними. У вересні 1920 польське військове командування офіційно наказало повністю інтегрувати лемків у польську армію.

### Арешт і суд
Доля Руської народної республіки лемків була остаточно вирішена на початку 1921 року. 8 січня Качмарчик був заарештований поляками і через півроку відданий до суду.
10 червня 1921 року в Новому Санчі розпочався політичний судовий процес над членами уряду Руської Лемківської Республіки. До кримінальної відповідальності притягалися за вчинення державної зради за ст. 58 Кримінального кодексу Австрії греко-католицький парох села Ізби Дмитро Хиляк, адвокат, доктор прав Ярослав Качмарчик та селянин з Криниці-Села 74-річний Микола Громосяк. Їм було дозволено виступати українською мовою, хоча прокурор заперечував.
Підсудні своєї вини у вчиненні державної зради не визнали, хоча ствердили обставини створення Руської Лемківської Республіки. Основні їх заперечення полягали в наступному:
Лемківщина є споконвічно складова частина Східної Галичини;
Польська влада на Лемківщині є тимчасовим військовим окупантом;
Кожен народ відповідно до 14 пунктів В. Вільсона вправі бути суверенним і незалежним;
Остаточне рішення про долю Лемківщини і Східної Галичини має вирішити Мирна Конференція у Парижі.
У ході засідання Качмарчик підкреслив, що в період президентства діяв виключно на користь лемківського народу і сприяв поліпшенню відносин між лемками та поляками. Ще він заявив:
| | Галицька Русь є складовою частиною малоруського чи українського племені. Лемківщина до XIV ст. входила до Галицької Руси… Ми ніколи не перестали вважати себе частиною Галицької Руси… Обі партії руська і українська хотіли звільнення пригніченого народу. |
| — Оправдательный приговор в деле «Лемковской Республики» // Прикарпатская Русь. — 1921. — № 117. — 21 июня. | |

Під враженням красномовних виступів адвокатів (одним з яких був Кирило Черлюнчакевич) присяжні судді одноголосно заперечили наявність у діях підсудних злочину державної зради. Підсудних Д. Хиляка, Я. Качмарчика та М. Громосяка трибунал виправдав і звільнив з-під варти, де вони перебували шість місяців.

### Життя після президентства
Після звільнення Ярослав Качмарчик відкрив юридичну контору в лемківському місті Мушина на півдні Польщі. З цього моменту він перестав брати участь у суспільному житті Лемківщини. В 1923-му, під час візиту до США, він відхилив запрошення на лемківський з'їзд у Нью-Йорку. Про подальше його життя відомо лиш те, що юридичну практику Качмарчик вів аж до початку Другої світової війни, після чого пішов на пенсію і помер у 1944 році.
Ярослав Качмарчик включений до «Енциклопедії історії та культури карпатських русинів» (University of Toronto Press, 2002, 2005, 2010).